# Eric Stefani
Eric Matthew Stefani (* 17. Juni 1967 in Fullerton, Kalifornien) ist ein US-amerikanischer Popmusiker, Komponist und Animator.
Stefani gründete 1986 zusammen mit John Spence die Band No Doubt, in der seine Schwester Gwen Stefani zunächst Background-Sängerin wurde und seit 1988 Lead-Sängerin ist. Für den gemeinsam mit ihr geschriebenen Song Don’t Speak war er 1998 in der Kategorie Song des Jahres für einen Grammy nominiert. 1994/95 verließ er die Band, weil er mit dem musikalischen Weg, den sie eingeschlagen hatte, nicht mehr zufrieden war.
In den folgenden Jahren arbeitete er als Zeichner für die Fernsehserie Die Simpsons. Parallel dazu entstanden mehrere Alben als Solokünstler.

## Diskografie
- Pumpin’ Water
- 2002: In Tune
- 2003: Land Of Make-Believe
- Jazz Circus
- 2007: Let’s Ride Horses